# Brabrand Idrætsforening
 For alternative betydninger, se BIF.
Brabrand Idrætsforening (eller Brabrand IF, BIF) er en sportsklub i den århusianske forstad, Brabrand. Udover bl.a. en håndbold-, badminton-, svømme- og tennisafdeling, omfatter idrætsforeningen også en fodboldafdeling. Efter træneren Lars Lundkvist kom til klubben i 1999, oplevede herrenes førstehold en fremgang, som kun er set lige ved Århus Fremad. I løbet af de følgende 5 år, rykkede klubben fra Serie 2 til 2. division. Efter en middelmådig sæson i 2. division rykkede holdet videre op til 1. division, hvor de dog efter 2 sæsoner, i 2007, måtte rykke ned i 2. division vest. I sæsonen 2008-09 blev klubben nr. 2 i 2. division Vest og spillede om en plads i 1. division mod B93 fra 2. division Øst. Brabrand vandt samlet 3-2 og spillede derfor atter en sæson i den næstbedste danske fodboldrække. Det blev dog en kort tur Brabrand havde i 1. division, og allerede året efter rykkede man ned igen. Brabrand ligger pt. i 3. division og 2. holdet ligger i Jyllandsserien.
Elitefodboldafdeling i Brabrand IF støttes af erhvervsklubben Bold & Business, hvor Jørgen Vesterby er formand, og i 2005 blev det også muligt for privatpersoner at købe støtteaktier i klubben.

## Nuværende spillertrup
| Målmænd                                                     | Forsvarsspillere                                                                                           | Midtbanespillere | Angribere                                                              |
| ----------------------------------------------------------- | --- | --- | ---------------------------------------------------------------------- |
| - 0 Henrik Lindhard - 0 Christoffer Kørschen - Jakob Bossow | - 0 Michael Kærgaard Pedersen - 0 Simon Vesterbæk - 0 Casper Lykke - Daniel Lundholm - Frederik Jørgensen0 | - 0 Mike Kaljo - 0 Jesper Henriksen - 0 Thomas Viggers - 0 Bejamin Suner - 0 Thomas Lodberg - 0 Mustafa Maarouf - 0 Anton Keblovszki | - Kasper Andersen0 - Henrik Borup - Oliver Pedersen - Frederik Poulsen |

Oversigt sidst opdateret: 17. januar 2013.

## Trænerstab
- Cheftræner: Tom Søjberg
- Assistenttræner: Christoffer Østergaard
- Assistenttræner og videoanalytiker: Casper Lund Thomsen
- Formand/holdleder Flemming Møller
- Holdleder: Jens Iversen
- Konsulent: Ivan Andersen

## Resultater i fodbold

### Danmarksmester
Aldrig

### Jysk mester
2001

### Pokalvinder
Aldrig

### Tabel med placeringer
| Sæson   | Division - Navn | Place- ring | Bemærkninger | Sæson | Division - Navn | Place- ring | Bemærkninger | Sæson   | Division - Navn      | Place- ring | Bemærkninger |
| ------- | --------------- | ----------- | ------------ | ----- | --------------- | ----------- | ------------ | ------- | -------------------- | ----------- | ------------ |
| 1934    | B-rækken        |             |              | 1961  | Serie 3         | 5           |              | 1988    | Serie 2              |             | Oprykning    |
| 1935    | B-rækken        |             |              | 1962  | Serie 3         | 2           |              | 1989    | Serie 1              |             | 4. sidst     |
| 1936    | B-rækken        |             |              | 1963  | Serie 3         |             |              | 1990    | Serie 1              | 6           |              |
| 1937    | B-rækken        | 1           | Oprykning    | 1964  | Serie 3         |             | Nedrykning   | 1991    | Serie 1              |             | Nedrykning   |
| 1938    | A-rækken        |             |              | 1965  | Serie 4         | 2           |              | 1992    | Serie 2              |             |              |
| 1939    | A-rækken        |             |              | 1966  | Serie 4         | 1           | Oprykning    | 1993    | Serie 2              |             |              |
| 1940    | A-rækken        |             |              | 1967  | Serie 3         | 2           |              | 1994    |                      |             |              |
| 1941    | A-rækken        |             |              | 1968  | Serie 3         |             |              | 1995    | Serie 3              |             | Oprykning    |
| 1942    | A-rækken        |             |              | 1969  | Serie 3         |             |              | 1996    | Serie 2              | 4           |              |
| 1943    | A-rækken        |             | Nedrykning   | 1970  | Serie 3         |             |              | 1997    | Serie 2              |             |              |
| 1944    | B-rækken        |             |              | 1971  | Serie 3         |             |              | 1998    | Serie 2              |             |              |
| 1945    | B-rækken        |             |              | 1972  | Serie 3         |             |              | 1999    | Serie 2              | 1           | Oprykning    |
| 1946    | B-rækken        | 1           | Oprykning    | 1973  | Serie 3         |             | Oprykker     | 2000    | Serie 1              |             | Oprykning    |
| 1947    | A-rækken        |             |              | 1974  | Serie 2         |             |              | 2001    | Jyllandsserien       |             | Jyskmester   |
| 1948    | A-rækken        |             |              | 1975  |                 |             |              | 2002    | Kvalifikationsrækken |             |              |
| 1949    | A-rækken        |             |              | 1976  |                 |             |              | 2003    | Danmarksserien       |             |              |
| 1950    | A-rækken        |             |              | 1977  |                 |             |              | 2003/04 | 2. division          | 8           |              |
| 1951    | A-rækken        |             |              | 1978  |                 |             |              | 2004/05 | 2. division          | 2           | Oprykker     |
| 1952    | A-rækken        |             |              | 1979  |                 |             |              | 2005/06 | 1. division          |             |              |
| 1953    | A-rækken        |             |              | 1980  |                 |             |              | 2006/07 | 1. division          | 14          | Nedrykning   |
| 1954    | A-rækken        |             |              | 1981  |                 |             |              | 2007/08 | 2. division vest     |             |              |
| 1955    | A-rækken        | 1           | Oprykning    | 1982  | Serie 3         |             | Oprykning    |         |                      |             |              |
| 1956    | Mellem-rækken   |             |              | 1983  | Serie 2         |             | Nedrykning   |         |                      |             |              |
| 1956/57 | Mellem-rækken   | 3           |              | 1984  | Serie 3         |             |              |         |                      |             |              |
| 1957/58 | Serie 2         |             | 3. sidst     | 1985  | Serie 3         |             |              |         |                      |             |              |
| 1958/59 | Serie 2         |             | 4. sidst     | 1986  | Serie 3         | 1           | Oprykning    |         |                      |             |              |
| 1959/60 | Serie 2         |             | Nedrykning   | 1987  | Serie 2         |             |              |         |                      |             |              |

## Ekstern henvisninger
- Brabrand IF, Fodboldafdelingens officielle hjemmeside Arkiveret 15. september 2008 hos  Wayback Machine